# Campionati europei di ciclismo su pista Juniores e Under-23 2019
I Campionati europei di ciclismo su pista Juniores e Under-23 2019 sono stati disputati a Gand, in Belgio, tra il 9 e il 14 luglio 2019.
Si sono svolte 44 gare, undici per ciascuna delle quattro categorie impegnate (Under-23 e Juniores maschili e femminili).

## Medagliere
| Pos.   | Nazione       | Oro | Argento | Bronzo | Totale |
| ------ | ------------- | --- | ------- | ------ | ------ |
| 1      | Germania      | 13  | 4       | 7      | 24     |
| 2      | Gran Bretagna | 7   | 5       | 2      | 14     |
| 3      | Russia        | 6   | 3       | 7      | 16     |
| 4      | Italia        | 6   | 2       | 4      | 12     |
| 5      | Paesi Bassi   | 4   | 7       | 6      | 17     |
| 6      | Polonia       | 3   | 5       | 2      | 10     |
| 7      | Francia       | 2   | 7       | 7      | 16     |
| 8      | Grecia        | 2   | 1       | 0      | 3      |
| 9      | Belgio        | 1   | 1       | 2      | 4      |
| 10     | Irlanda       | 0   | 3       | 0      | 3      |
| 11     | Portogallo    | 0   | 2       | 0      | 2      |
| 12     | Rep. Ceca     | 0   | 1       | 2      | 3      |
| 12     | Svizzera      | 0   | 1       | 2      | 3      |
| 14     | Ucraina       | 0   | 1       | 1      | 2      |
| 15     | Austria       | 0   | 1       | 0      | 1      |
| 16     | Spagna        | 0   | 0       | 2      | 2      |
| Totale | Totale        | 44  | 44      | 44     | 132    |

## Risultati

### Under-23
| Prova                    | Oro                                                                      | Tempo    | Argento                                                               | Tempo    | Bronzo                                                                          | Tempo    |
| Uomini                   |                                                                          |          |                                                                       |          |                                                                                 |          |
| Chilometro a cronometro  | Anton Höhne Germania                                                     | 1'01"571 | Melvin Landerneau Francia                                             | 1'01"624 | Jiří Janošek Rep. Ceca                                                          | 1'01"826 |
| Keirin                   | Sébastien Vigier Francia                                                 |          | Harrie Lavreysen Paesi Bassi                                          |          | Rayan Helal Francia                                                             |          |
| Velocità                 | Harrie Lavreysen Paesi Bassi                                             |          | Sébastien Vigier Francia                                              |          | Rayan Helal Francia                                                             |          |
| Velocità a squadre       | Paesi Bassi Koen van der Wijst Harrie Lavreysen Sam Ligtlee              | 43"783   | Francia Melvin Landerneau Sébastien Vigier Rayan Helal                | 44"031   | Russia Daniil Komkov Aleksej Nosov Pavel Rostov                                 | 44"416   |
| Inseguimento individuale | Felix Groß Germania                                                      | 4'12"895 | Ivan Smirnov Russia                                                   | 4'16"049 | Lev Gonov Russia                                                                | 4'17"816 |
| Inseguimento a squadre   | Russia Ivan Smirnov Gleb Syrica Dmitrij Muchomed'jarov Lev Gonov         | 3'53"843 | Belgio Fabio Van Den Bossche Robbe Ghys Gerben Thijssen Sasha Weemaes | 3'59"100 | Svizzera Robin Froidevaux Valère Thiébaud Mauro Schmid Alex Vogel               | 3'56"963 |
| Americana                | Gran Bretagna Matthew Walls Fred Wright                                  | 49 pt    | Francia Donavan Grondin Thomas Denis                                  | 31 pt    | Svizzera Robin Froidevaux Mauro Schmid                                          | 29 pt    |
| Corsa a punti            | Richard Banusch Germania                                                 | 71 pt    | Valère Thiébaud Svizzera                                              | 59 pt    | Savva Novikov Belgio                                                            | 38 pt    |
| Scratch                  | Moritz Malcharek Germania                                                |          | Daniel Babor Rep. Ceca                                                |          | Aurélien Costeplane Francia                                                     |          |
| Omnium                   | Matthew Walls Gran Bretagna                                              | 138 pt   | Donavan Grondin Francia                                               | 118 pt   | Moritz Malcharek Germania                                                       | 113 pt   |
| Corsa a eliminazione     | Jules Hesters Belgio                                                     |          | Miguel do Rego Pereira Portogallo                                     |          | Vladyslav Ščerban Ucraina                                                       |          |
| Donne                    |                                                                          |          |                                                                       |          |                                                                                 |          |
| 500 metri a cronometro   | Lea Friedrich Germania                                                   | 33"635   | Miriam Vece Italia                                                    | 34"046   | Mathilde Gros Francia                                                           | 34"442   |
| Keirin                   | Lea Friedrich Germania                                                   |          | Steffie van der Peet Paesi Bassi                                      |          | Hetty van de Wouw Paesi Bassi                                                   |          |
| Velocità                 | Mathilde Gros Francia                                                    |          | Lea Friedrich Germania                                                |          | Miriam Vece Italia                                                              |          |
| Velocità a squadre       | Polonia Nikola Sibiak Marlena Karwacka                                   | 33"870   | Paesi Bassi Hetty van de Wouw Steffie van der Peet                    | 34"024   | Gran Bretagna Millicent Tanner Blaine Ridge-Davis                               | 33"962   |
| Inseguimento individuale | Franziska Brauße Germania                                                | 3'29"538 | Vittoria Guazzini Italia                                              | 3'34"743 | Marija Novolodskaja Russia                                                      | 3'34"041 |
| Inseguimento a squadre   | Italia Elisa Balsamo Marta Cavalli Vittoria Guazzini Letizia Paternoster | 4'15"915 | Francia Clara Copponi Valentine Fortin Marion Borras Marie Le Net     | 4'19"593 | Germania Franziska Brauße Laura Süßemilch Lena Charlotte Reißner Michaela Ebert | -        |
| Corsa a punti            | Natal'ja Studenikina Russia                                              | 75 pt    | Wiktoria Pikulik Polonia                                              | 61 pt    | Shari Bossuyt Belgio                                                            | 51 pt    |
| Scratch                  | Dar'ja Malkova Russia                                                    |          | Oksana Kljačyna Ucraina                                               |          | Daria Pikulik Polonia                                                           |          |
| Americana                | Italia Elisa Balsamo Letizia Paternoster                                 | 37 pt    | Polonia Daria Pikulik Wiktoria Pikulik                                | 23 pt    | Russia Marija Miljaeva Marija Novolodskaja                                      | 21 pt    |
| Omnium                   | Jessica Roberts Gran Bretagna                                            | 136 pt   | Clara Copponi Francia                                                 | 119 pt   | Daria Pikulik Polonia                                                           | 113 pt   |
| Corsa a eliminazione     | Letizia Paternoster Italia                                               |          | Maria Martins Portogallo                                              |          | Shari Bossuyt Belgio                                                            |          |

### Juniores
| Prova                    | Oro                                                                                         | Tempo    | Argento                                                                             | Tempo    | Bronzo                                                                                          | Tempo    |
| Uomini                   |                                                                                             |          |                                                                                     |          |                                                                                                 |          |
| Chilometro a cronometro  | Konstantinos Livanos Grecia                                                                 | 1'01"825 | Daan Kool Paesi Bassi                                                               | 1'01"827 | Matteo Bianchi Italia                                                                           | 1'02"222 |
| Keirin                   | Julien Jäger Germania                                                                       |          | Ivan Gladyšev Russia                                                                |          | Daan Kool Paesi Bassi                                                                           |          |
| Velocità                 | Konstantinos Livanos Grecia                                                                 |          | Julien Jäger Germania                                                               |          | Daan Kool Paesi Bassi                                                                           |          |
| Velocità a squadre       | Germania Domenic Kruse Laurin Drescher Julien Jäger                                         | 45"526   | Polonia Konrad Burawski Szymon Welens Mateusz Sztrauch                              | 45"756   | Paesi Bassi Tijmen van Loon Daan Kool Gino Knies                                                | 45"862   |
| Inseguimento individuale | Nicolas Heinrich Germania                                                                   | 3'12"884 | Tobias Buck-Gramcko Germania                                                        | 3'13"937 | Leo Hayter Gran Bretagna                                                                        | 3'16"197 |
| Inseguimento a squadre   | Gran Bretagna Max Rushby Alfie George Samuel Watson Leo Hayter Oscar Nilsson-Julien         | 4'01"338 | Russia Egor Igošev Ivan Novolodskij Evgenij Poludenko Il'ja Ščegol'kov Vlas Šičkin  | 4'03"334 | Germania Hannes Wilksch Tobias Buck-Gramcko Nicolas Heinrich Pierre-Pascal Keup Moritz Kretschy | 4'01"680 |
| Americana                | Russia Il'ja Ščegol'kov Vlas Šičkin                                                         | 56 pt    | Paesi Bassi Enzo Leijnse Casper van Uden                                            | 45 pt    | Germania Luca Dreßler Tim Torn Teutenberg                                                       | 35 pt    |
| Corsa a punti            | Vlas Šičkin Russia                                                                          | 80 pt    | Enzo Leijnse Paesi Bassi                                                            | 45 pt    | Hannes Wilksch Germania                                                                         | 39 pt    |
| Scratch                  | Denis Denisov Russia                                                                        |          | Tim Wafler Austria                                                                  |          | Raúl García Pierna Spagna                                                                       |          |
| Omnium                   | Casper van Uden Paesi Bassi                                                                 | 118 pt   | Szymon Potasznik Polonia                                                            | 109 pt   | Javier Serrano Spagna                                                                           | 106 pt   |
| Corsa a eliminazione     | Tim Torn Teutenberg Germania                                                                |          | Panagiotis Karatsivis Grecia                                                        |          | Luboš Komínek Rep. Ceca                                                                         |          |
| Donne                    |                                                                                             |          |                                                                                     |          |                                                                                                 |          |
| 500 metri a cronometro   | Emma Finucane Gran Bretagna                                                                 | 35"563   | Alessa-Catriona Pröpster Germania                                                   | 35"658   | Taky Marie-Divine Kouamé Francia                                                                | 35"917   |
| Keirin                   | Alessa-Catriona Pröpster Germania                                                           |          | Nikola Seremak Polonia                                                              |          | Taky Marie-Divine Kouamé Francia                                                                |          |
| Velocità                 | Alessa-Catriona Pröpster Germania                                                           |          | Emma Finucane Gran Bretagna                                                         |          | Taky Marie-Divine Kouamé Francia                                                                |          |
| Velocità a squadre       | Polonia Nikola Seremak Nikola Wielowska                                                     | 34"718   | Gran Bretagna Emma Finucane Charlotte Robinson                                      | 35"166   | Germania Christina Sperlich Alessa-Catriona Pröpster                                            | 35"133   |
| Inseguimento individuale | Elynor Bäckstedt Gran Bretagna                                                              | 2'18"288 | Lara Gillespie Irlanda                                                              | 2'21"579 | Camilla Alessio Italia                                                                          | 2'23"359 |
| Inseguimento a squadre   | Italia Eleonora Gasparrini Camilla Alessio Giorgia Catarzi Sofia Collinelli Matilde Vitillo | 4'26"951 | Gran Bretagna Elynor Bäckstedt Sophie Lewis Ella Barnwell Eluned King Amelia Sharpe | 4'35"777 | Germania Finja Smekal Hanna Dopjans Paula Leonhardt Friederike Stern Hannah Buch                | 4'34"622 |
| Corsa a punti            | Matilde Vitillo Italia                                                                      | 32 pt    | Lara Gillespie Irlanda                                                              | 21 pt    | Maike van der Duin Paesi Bassi                                                                  | 13 pt    |
| Scratch                  | Nikola Wielowska Polonia                                                                    |          | Lara Gillespie Irlanda                                                              |          | Maike van der Duin Paesi Bassi                                                                  |          |
| Americana                | Gran Bretagna Elynor Bäckstedt Sophie Lewis                                                 | 29 pt    | Paesi Bassi Daniek Hengeveld Maike van der Duin                                     | 21 pt    | Italia Eleonora Gasparrini Sofia Collinelli                                                     | 20 pt    |
| Omnium                   | Eleonora Gasparrini Italia                                                                  | 146 pt   | Ella Barnwell Gran Bretagna                                                         | 119 pt   | Marija Miljaeva Russia                                                                          | 100 pt   |
| Corsa a eliminazione     | Daniek Hengeveld Paesi Bassi                                                                |          | Amelia Sharpe Gran Bretagna                                                         |          | Taisija Čurenkova Russia                                                                        |          |